# 卡洛斯·劳尔·维拉努埃瓦
卡洛斯·劳尔·维拉努埃瓦·阿斯图尔（Carlos Raúl Villanueva Astoul；1900年5月30日—1975年8月16日）是一名委内瑞拉现代主义建筑师，他为委内瑞拉中央大学设计的主校区在2000年被UNESCO选为世界文化遗产。

## 生平
他出生于英国萨里郡克罗伊登，父母是移民委内瑞拉的西班牙人。他年轻的时候曾在马拉加、巴黎生活，曾就读于法國美術學院，在美国的建筑公司工作了一段时间之后，前往委内瑞拉发展。